# Liste der Kulturdenkmale in Berga-Wünschendorf
In der Liste der Kulturdenkmale in Berga-Wünschendorf sind die Kulturdenkmale der thüringischen Gemeinde Berga-Wünschendorf im Landkreis Greiz aufgelistet.

## Legende
- Bild: zeigt ein Bild des Kulturdenkmals und gegebenenfalls einen Link zu weiteren Fotos des Kulturdenkmals im Medienarchiv Wikimedia Commons
- Bezeichnung: Name, Bezeichnung oder die Art des Kulturdenkmals
- Lage: Wenn vorhanden Straßenname und Hausnummer des Kulturdenkmals; Grundsortierung der Liste erfolgt nach dieser Adresse. Der Link Karte führt zu verschiedenen Kartendarstellungen und nennt die Koordinaten des Kulturdenkmals.
 Kartenansicht, um Koordinaten zu setzen – in dieser Kartenansicht sind Kulturdenkmale ohne Koordinaten mit einem roten bzw. orangen Marker dargestellt und können in der Karte gesetzt werden. Kulturdenkmale ohne Bild sind mit einem blauen bzw. roten Marker gekennzeichnet, Kulturdenkmale mit Bild mit einem grünen bzw. orangen Marker.
- Datierung: gibt das Jahr der Fertigstellung beziehungsweise das Datum der Erstnennung oder den Zeitraum der Errichtung an
- Beschreibung: bauliche und geschichtliche Einzelheiten des Kulturdenkmals, vorzugsweise die Denkmaleigenschaften
- ID: Die ID identifiziert das Kulturdenkmal eindeutig. In Thüringen sind aktuell keine IDs veröffentlicht. In der ID-Spalte kann sich auch folgendes Icon  befinden, dies führt zu Angaben zu diesem Kulturdenkmal bei Wikidata.

## Kulturdenkmale nach Ortsteilen

### Berga
| Bild | Bezeichnung                               | Lage | Datierung | Beschreibung                                                          | ID |
| --- | ----------------------------------------- | --- | --------- | --------------------------------------------------------------------- | -- |
| BW | Steinkreuz                                | Berga (Karte) |           | Bodendenkmal                                                          |    |
| BW | Burg-/ Schloßareal                        | Berga (Karte) |           | Bodendenkmal                                                          |    |
| BW | Rathaus                                   | Berga, Am Markt 1, 2 (Karte) |           |                                                                       |    |
| BW | Schwalbe V                                | Berga, Auf dem Baderberge (Karte) |           | Gedenkstein                                                           |    |
| BW | Villa                                     | Berga, August-Bebel-Straße 1 (Karte) |           |                                                                       |    |
| BW | 'Haus Kurt Engländer'                     | Berga, August-Bebel-Straße 50 (Karte) |           | Villa mit Garage und Gartengrundstück                                 |    |
| BW | Wohnhaus                                  | Berga, August-Bebel-Straße 52 (Karte) |           |                                                                       |    |
| BW | ehem. Textilfabrik Ernst Engländer        | Berga, August-Bebel-Straße 7 (Karte) |           | Industrieanlage                                                       |    |
| BW | Gehöft                                    | Berga, August-Bebel-Straße 9 (Karte) |           |                                                                       |    |
| BW | Schule                                    | Berga, Bahnhofstraße 15 (Karte) |           |                                                                       |    |
| BW | Postgebäude mit Seitengebäude und Fahrhof | Berga, Bahnhofstraße 21 (Karte) |           |                                                                       |    |
| BW | Kulturhaus mit Ausstattung und Stützmauer | Berga, Brauhausstraße 15 (Karte) |           |                                                                       |    |
| [[Vorlage:Bilderwunsch/code!/O:!/C:50.749665,12.164102!/D:Ernst-Thälmann-Straße 1, 2, 3, 4, 5, 6, 7, 8, 9, 11, 13, 15; Karl-Marx-Straße 1/3/5, 7/19/11, 13/15, 17/19, 21/23, 274, 6/8, 10, 12/14, 16/18, 20/22, [24]; Robert-Guezou-Straße 32/34/36/38, 40/42/44/46, ENS Wismut-Siedlung!/\|BW]] | ENS Wismut-Siedlung                       | Berga, Ernst-Thälmann-Straße 1, 2, 3, 4, 5, 6, 7, 8, 9, 11, 13, 15; Karl-Marx-Straße 1/3/5, 7/19/11, 13/15, 17/19, 21/23, 274, 6/8, 10, 12/14, 16/18, 20/22, [24]; Robert-Guezou-Straße 32/34/36/38, 40/42/44/46 (Karte) |           | Siedlung                                                              |    |
| BW | Villa mit Garten und Einfriedung          | Berga, Gartenstraße 22 (Karte) |           |                                                                       |    |
| BW | Pfarrhof                                  | Berga, Pfarrgasse 14 (Karte) |           |                                                                       |    |
| BW | Wohnhaus mit Rückgebäude                  | Berga, Pfarrgasse 2 (Karte) |           |                                                                       |    |
| Direkt Bild zu diesem Denkmal hochladen | Schwalbe V                                | Berga, Pfarrzipfel |           | Stollen                                                               |    |
| BW | Wohnhaus mit Garten und Einfriedung       | Berga, Puschkinstraße 20 (Karte) |           |                                                                       |    |
| BW | Schule mit Einfriedung                    | Berga, Puschkinstraße 6 (Karte) |           |                                                                       |    |
| BW | Schöne Aussicht                           | Berga, Robert-Guezou-Straße 17 (Karte) |           | Gaststätte                                                            |    |
| BW | ehem. Wismut-Nachtsanatorium              | Berga, Robert-Guezou-Straße 19, 21, 23, 25, 27, 29, 31, 33, 35, 37 (Karte) |           | Wohnanlage                                                            |    |
| BW | Wohnhaus                                  | Berga, Robert-Guezou-Straße 22 (Karte) |           |                                                                       |    |
| BW | Wohnhaus                                  | Berga, Schloßstraße 8 (Karte) |           |                                                                       |    |
| BW | Gedenkstätte und Gedenkstein              | Berga (Karte) |           |                                                                       |    |
| Direkt Bild zu diesem Denkmal hochladen | Gefallenendenkmal                         | Berga |           |                                                                       |    |
| BW | Ev. Stadtpfarrkirche St. Erhard           | Berga (Karte) |           | Kirche mit Ausstattung, Kirchhof, Gefallenendenkmal und Kirchhofmauer |    |

### Clodra
| Bild | Bezeichnung                                      | Lage                                             | Datierung | Beschreibung | ID |
| ---- | ------------------------------------------------ | ------------------------------------------------ | --------- | ------------ | -- |
| BW   | Kirche mit Ausstattung, Kirchhof und Einfriedung | Clodra, Clodra Dorfstraße (Karte)                |           |              |    |
| BW   | Rittergut                                        | Clodra, Clodra Dorfstraße 14, 16, 18, 20 (Karte) |           |              |    |
| BW   | Gehöft                                           | Clodra, Clodra Dorfstraße 25 (Karte)             |           |              |    |

### Cronschwitz
| Bild | Bezeichnung                             | Lage                                                 | Datierung | Beschreibung | ID |
| --- | --------------------------------------- | ---------------------------------------------------- | --------- | ------------ | -- |
| BW | Klosterruine Cronschwitz                | Cronschwitz (Karte)                                  |           | Bodendenkmal |    |
| BW | Pfarrhof                                | Cronschwitz, Cronschwitz 15 (Karte)                  |           |              |    |
| BW | Wohnhaus mit Nebengebäude und Toranlage | Cronschwitz, Cronschwitz 17 (Karte)                  |           |              |    |
| BW | Stallgebäude                            | Cronschwitz, Cronschwitz 2a, 2b (Karte)              |           |              |    |
| [[Vorlage:Bilderwunsch/code!/O:!/C:50.790166,12.096386!/D:Cronschwitz 6, 7, 8, 9, 56 [36], eh. Dominikanerinnenkloster!/\|BW]] | eh. Dominikanerinnenkloster             | Cronschwitz, Cronschwitz 6, 7, 8, 9, 56 [36] (Karte) |           | Kloster      |    |
| BW | Eisenbahnbrücke                         | Cronschwitz (Karte)                                  |           |              |    |

### Dittersdorf
| Bild                                    | Bezeichnung | Lage                               | Datierung | Beschreibung | ID |
| --------------------------------------- | ----------- | ---------------------------------- | --------- | ------------ | -- |
| Direkt Bild zu diesem Denkmal hochladen | Teich       | Dittersdorf, Ortsstraße            |           |              |    |
| BW                                      | Gehöft      | Dittersdorf, Ortsstraße 27 (Karte) |           |              |    |
| BW                                      | Gehöft      | Dittersdorf, Ortsstraße 39 (Karte) |           |              |    |

### Eula
| Bild                                    | Bezeichnung | Lage                | Datierung | Beschreibung | ID |
| --------------------------------------- | ----------- | ------------------- | --------- | ------------ | -- |
| Direkt Bild zu diesem Denkmal hochladen | Gehöft      | Eula, Ortsstraße 10 |           |              |    |
| Direkt Bild zu diesem Denkmal hochladen | Gehöft      | Eula, Ortsstraße 11 |           |              |    |

### Kleinkundorf
| Bild                                    | Bezeichnung    | Lage                       | Datierung | Beschreibung | ID |
| --------------------------------------- | -------------- | -------------------------- | --------- | ------------ | -- |
| Direkt Bild zu diesem Denkmal hochladen | Brücke         | Kleinkundorf, Kleinkundorf |           |              |    |
| Direkt Bild zu diesem Denkmal hochladen | Wegweiserstein | Kleinkundorf               |           |              |    |

### Meilitz
| Bild | Bezeichnung          | Lage                        | Datierung | Beschreibung | ID |
| ---- | -------------------- | --------------------------- | --------- | ------------ | -- |
| BW   | Gehöft mit Toranlage | Meilitz, Meilitz 12 (Karte) |           |              |    |
| BW   | Eisenbahnbrücke      | Meilitz (Karte)             |           |              |    |

### Mosen
| Bild | Bezeichnung            | Lage                        | Datierung | Beschreibung                                   | ID |
| ---- | ---------------------- | --------------------------- | --------- | ---------------------------------------------- | -- |
| BW   | Friedhof und Grabkreuz | Mosen, Mosen o. Nr. (Karte) |           |                                                |    |
| BW   | Wohnhaus               | Mosen, Mosen 16 (Karte)     |           |                                                |    |
| BW   | Wohnhaus               | Mosen, Mosen 7 (Karte)      |           |                                                |    |
| BW   | Gehöft                 | Mosen, Mosen 9 (Karte)      |           |                                                |    |
| BW   | Evangelische Kirche    | Mosen, Mosen 9a (Karte)     |           | Kirche mit Ausstattung, Kirchhof und Toranlage |    |

### Obergeißendorf
| Bild | Bezeichnung | Lage                                      | Datierung | Beschreibung | ID |
| ---- | ----------- | ----------------------------------------- | --------- | ------------ | -- |
| BW   | Gehöft      | Obergeißendorf, Obergeißendorf 28 (Karte) |           |              |    |
| BW   | Brücke      | Obergeißendorf (Karte)                    |           |              |    |
| BW   | Brücke      | Obergeißendorf (Karte)                    |           |              |    |

### Pösneck
| Bild | Bezeichnung | Lage                       | Datierung | Beschreibung | ID |
| ---- | ----------- | -------------------------- | --------- | ------------ | -- |
| BW   | Gehöft      | Pösneck, Pösneck 2 (Karte) |           |              |    |
| BW   | Gehöft      | Pösneck, Pösneck 7 (Karte) |           |              |    |

### Tschirma
| Bild | Bezeichnung                                      | Lage                          | Datierung | Beschreibung | ID |
| ---- | ------------------------------------------------ | ----------------------------- | --------- | ------------ | -- |
| BW   | Gehöft                                           | Tschirma, Tschirma 10 (Karte) |           |              |    |
| BW   | Gehöft                                           | Tschirma, Tschirma 24 (Karte) |           |              |    |
| BW   | Pfarrgehöft                                      | Tschirma, Tschirma 25 (Karte) |           |              |    |
| BW   | Kirche mit Ausstattung, Kirchhof und Einfriedung | Tschirma, Tschirma 27 (Karte) |           |              |    |
| BW   | Gehöft                                           | Tschirma, Tschirma 31 (Karte) |           |              |    |

### Untergeißendorf
| Bild | Bezeichnung | Lage                                  | Datierung | Beschreibung | ID |
| ---- | ----------- | ------------------------------------- | --------- | ------------ | -- |
| BW   | Gehöft      | Untergeißendorf, Ortsstraße 1 (Karte) |           |              |    |
| BW   | Brücke      | Untergeißendorf (Karte)               |           |              |    |

### Veitsberg
| Bild | Bezeichnung                               | Lage                                                                                | Datierung | Beschreibung                                     | ID |
| ---- | ----------------------------------------- | ----------------------------------------------------------------------------------- | --------- | ------------------------------------------------ | -- |
| BW   | Wallanlage, Kirche Veitsberg              | Veitsberg (Karte)                                                                   |           | Bodendenkmal                                     |    |
| BW   | Klosterruine                              | Veitsberg (Karte)                                                                   |           | Bodendenkmal                                     |    |
| BW   | Schloß Mildenfurth                        | Veitsberg, Am Kloster Mildenfurth 1, 2, 3, 4, 5, 6, 7, 8; Weidaer Straße 65 (Karte) |           | Kloster und Schloß mit Kornhaus und Mühle        |    |
| BW   | Evangelische Kirche St. Veit              | Veitsberg, Kirchplatz 2 (Karte)                                                     |           | Kirche mit Ausstattung, Kirchhof und Einfriedung |    |
| BW   | Gedeckte Holzbrücke über die Weiße Elster | Veitsberg, Weidaer Straße o. Nr. (Karte)                                            |           | Brücke                                           |    |
| BW   | Eisenbahnbrücke                           | Veitsberg (Karte)                                                                   |           |                                                  |    |

### Wernsdorf
| Bild | Bezeichnung | Lage                                      | Datierung | Beschreibung | ID |
| ---- | ----------- | ----------------------------------------- | --------- | ------------ | -- |
| BW   | Pfarrhaus   | Wernsdorf, Wernsdorf Bergstraße 1 (Karte) |           |              |    |

### Wolfersdorf
| Bild                                    | Bezeichnung                          | Lage                                                | Datierung | Beschreibung                                   | ID |
| --------------------------------------- | ------------------------------------ | --------------------------------------------------- | --------- | ---------------------------------------------- | -- |
| BW                                      | Wohnhaus                             | Wolfersdorf, Prügelberg 8 (Karte)                   |           |                                                |    |
| BW                                      | Gefallenendenkmal                    | Wolfersdorf, Wolfersdorf Hauptstraße o. Nr. (Karte) |           |                                                |    |
| BW                                      | Herrenhaus mit Gutspark und Kalthaus | Wolfersdorf, Wolfersdorf Hauptstraße 14, 16 (Karte) |           |                                                |    |
| BW                                      | Pfarrhof                             | Wolfersdorf, Wolfersdorf Hauptstraße 21 (Karte)     |           |                                                |    |
| BW                                      | Gehöft                               | Wolfersdorf, Wolfersdorf Hauptstraße 35 (Karte)     |           |                                                |    |
| Direkt Bild zu diesem Denkmal hochladen | Nebengebäude und Laubengang          | Wolfersdorf, Zum Fuchstal 11                        |           |                                                |    |
| BW                                      | Ev. Dorfkirche St. Peter und Paul    | Wolfersdorf, Zur Kirche o. Nr. (Karte)              |           | Kirche mit Ausstattung, Kirchhof und Mausoleum |    |

### Wünschendorf
| Bild | Bezeichnung                                                                    | Lage                                                                 | Datierung | Beschreibung                 | ID |
| ---- | ------------------------------------------------------------------------------ | -------------------------------------------------------------------- | --------- | ---------------------------- | -- |
| BW   | Gehöft                                                                         | Wünschendorf, Am Mühlgraben 3 (Karte)                                |           |                              |    |
| BW   | Stellwerksgebäude B2                                                           | Wünschendorf, Lindenstraße o. Nr. (Karte)                            |           | Stellwerk                    |    |
| BW   | Empfangsgebäude mit Unterführung, Bahnsteig, Überdachung und Stellwerksgebäude | Wünschendorf, Lindenstraße 4; Reichsbahnstraße o. Nr. (Karte)        |           |                              |    |
| BW   | Wohnanlage                                                                     | Wünschendorf, Neue Straße 2, 4, 6, 8, 10, 12, 14, 16, 18, 20 (Karte) |           |                              |    |
| BW   | Kammergut                                                                      | Wünschendorf, Poststraße 2 (Karte)                                   |           | Wohnhaus                     |    |
| BW   | Gedeckte Holzbrücke über die Weiße Elster                                      | Wünschendorf, Weidaer Straße o. Nr. (Karte)                          |           | Brücke                       |    |
| BW   | Schulze-Mühle Wünschendorf                                                     | Wünschendorf, Weidaer Straße 3 (Karte)                               |           | Mühlengehöft mit Ausstattung |    |
| BW   | Eisenbahnbrücke                                                                | Wünschendorf (Karte)                                                 |           |                              |    |
| BW   | Eisenbahnbrücke                                                                | Wünschendorf (Karte)                                                 |           |                              |    |

### Zossen
| Bild | Bezeichnung | Lage                          | Datierung | Beschreibung | ID |
| ---- | ----------- | ----------------------------- | --------- | ------------ | -- |
| BW   | Grabstätte  | Zossen, Zossen o. Nr. (Karte) |           |              |    |
| BW   | Gehöft      | Zossen, Zossen 9 (Karte)      |           |              |    |

### Zschorta
| Bild | Bezeichnung | Lage                         | Datierung | Beschreibung | ID |
| ---- | ----------- | ---------------------------- | --------- | ------------ | -- |
| BW   | Gehöft      | Zschorta, Zschorta 5 (Karte) |           |              |    |
| BW   | Gehöft      | Zschorta, Zschorta 9 (Karte) |           |              |    |